# Hasan Paša
Hasan Paša (1657 – 1723/4 Kermánšáh) byl místodržícím sultána Ahmeda III. v bagdádském ejáletu mezi lety 1704 až 1724 a zakladatel dynastie gruzínských mamluků v Iráku.
Byl synem gruzínského sipáhího (jezdec) ve službách osmanského sultána Mehmeda IV. Vyrostl v sultánově palácové škole, kde se mu dostalo nejlepšího vzdělání. Před příchodem do Bagdádu v roce 1704 zastával funkci místodržícího v ejáletech Konya, Halab (Aleppo) a Urfa (Rakka).
Bagdád byl dobit Osmanskou říší v roce 1535 a stal se centrem obrany hranic se Safíjovskou říší v osmansko-perských válkách. Do roku 1704 se v Bagdádu střídali pravidelně po roce nebo dvou profesionální osmanští místodržící přesouvající se z ejáletu (provincie) do ejáletu. Hlavním úkolem Hasana Pašy bylo po nástupu stabilizovat oblast proti útokům arabských kmenů, které intrikovali proti sultánovi s evropskými koloniálními mocnostmi v čele s Anglií. Nejprve si podmanil arabské kmeny ve středním Iráku Banú Lám, Chazá'il a Šammar. Do jejich čela jmenoval loajální šejky a jejich věrnost si udržoval finančními dotacemi. V roce 1706 se vypravil do jižního Iráku města Basry podmanit si silný arabský kmenový svaz al-Muntafiq a podařilo se mu stabilizovat i tento dlouho problematický ejálet (Basra).
Po stabilizaci arabských kmenů upřel pozornost ke kurdským oblastem. Mezi lety 1715 až 1716 si podmanil kurdskou dynastii Bábán a Sórán a výrazně snížil počty banditů v celé kurdské oblasti. Do roku 1723 se mu podařilo politicky stabilizovat oblast dnešního Iráku natolik, že byl schopen do Istanbulu pravidelně posílat každoroční tribut. Osudnou v další práci se mu stala vypuklá šestá osmansko-perská válka. Se svým vojskem táhnul na Kermánšáh, který bez boje obsadil. Záhy nato však v Kermánšáhu na přelomu let 1723/1724 zemřel. Jeho tělo bylo převezeno do Bagdádu, kde byl pohřben v hrobce Abú Hanífy. Funkci místodržícího ejáletu Bagdád převzal jeho syn Ahmad Paša.
Hasan Paša zahájil v Bagdádu výstavbu mešit, opravu chrámů pro obchodníky a budování zavlažovacích kanálů s cílem usazovat neklidné beduíny. Z otroctví vykoupil celou řadu především kavkazských (gruzínských, čerkeských) dětí. Jedno z těchto vykoupených dětí Sulajmán „Abú Lajla“ Paša se oženil s dcerou jeho syna Ahmada Paši a převzal po jeho smrti funkci místodržícího ejáletu Bagdád.